# Плестер, Тим
Тим Плестер (англ. Tim Plester; род. 10 сентября 1970) — британский актёр, драматург и режиссёр, известен своим документальным фильмом «Путь Морриса», получивший большую похвалу, и своими появлениями в кино и телевидении.

## Ранняя жизнь и образование
Тим родился в Северном Оксфордшире. Он окончил колледж искусств Дартингтон в Девоне, со степенью бакалавра в области театра, а затем пошёл дальше, чтобы получить степень магистра (с отличием) в области драматургии от Бирмингемского университета.

## Карьера
Премьера получившего награды документального фильма Плестера, «Пути Морриса», состоялась на SXSW 2011, и фильм получил ограниченный прокат в кинотеатрах Великобритании, прежде чем его выпустить на DVD. Фильм режиссёров Роба Карри и Плестера и продюсерской компании Fifth Column Films также получил вклад от Билли Брэгга, Криса Лесли из «Fairport Convention» и членов деревни Эддербери. UK Film Focus назвали его одним из «прорывных» британских фильмов 2011 года. Плестер и Карри также ответственны за короткие документальный фильм «Здесь мы будем все вместе» (премьера которого состоялась на Лондонском кинофестивале 2014 года), и теперь в настоящее время работают над полнометражным фильмом о легендарной английской народной певице Ширли Коллинз.
Плестер написал сценарий к «Ант Музаку» (2002), короткометражному фильму Бена Грегора с Ником Мораном и Маккензи Круком в главных ролях. Фильм стал обладателем приза зрительских симпатий на Международном кинофестивале в Сиднее 2003 года и был номинирован как «Лучший британский короткометражный фильм» на фестивале Soho Rushes 2003 года и кинофестивале Raindance 2002 года. Он также является сценаристом и создателем «Blake’s Junction 7» (2004), снова снятого Беном Грегором и с Джонни Вегасом, Маккензи Круком, Марком Хипом, Ракель Кэссиди и Мартином Фрименом в главных ролях. Премьера фильма состоялась на Эдинбургском кинофестивале 2004 года. Оба фильма стали культовыми хитами и были выпущены на DVD в 2008 году, вместе с третьим фильмом под названием «Мир рестлинга» (2007). Создателем и сценаристом снова стал Плестер и режиссёром снова стал Грегор, а главные роли исполнили Маккензи Крук, Кевин Элдон, Патрик Балади, Миранда Харт и Крис Маршалл. В 2007 году, Плестер также завершил работу над необычной романтической комедией под названием «Английский язык (с английскими субтитрами)», что стало его режиссёрским дебютом. Премьера короткометражки, в которой также снялся Плестер (вместе с Мианной Бёринг и Крэйгом Паркинсоном), состоялась на кинофестивале 2007 года в Лос-Анджелесе и была показана на экранах в более чем 45 кинофестивалях по всему миру, получив 5 наград.
Плестер многократно появлялся в кино и на телевидении, среди его появлений включают в себя: «Напролом» (EuropaCorp), «Пипец» (Universal), «Контроль» (Northsee Pictures), «Танцуй отсюда!» (Big Talk), «Ближе к луне» (Mandragora Movies), «Волчий зал» (BBC), «Кость в горле» (Hello and Company), «Ловкач» (Metrodome), «Доктор Кто» (BBC), «Жизнь на Марсе» (BBC), «Виртуозы» (BBC), «Закон Мёрфи» (BBC), «Фокусники» (Universal Films), «Глухой пролёт» (Vertigo Films), «Галавант» (ABC), «Ант Музак» (Film Club), «Уголовное правосудие» (BBC), «Блудные дочери» (BBC), «Безмолвный свидетель» (BBC), «Не те парни» (BBC), «Резиденты» (BBC), «Друзья и крокодилы» Полякова (BBC), сериал «Счастье» (BBC) Пола Уайтхауса и его короткометражный фильм «Сентябрь», получивший в 2009 году премию BAFTA. Плестер исполнял роль карманника Лайнуса Броуди в первых двух сезонах сериала «Женщина-констебль» производства BBC Birmigham. В настоящее время, он исполняет роль Чёрного Уолдера Риверса в сериале HBO «Игра престолов».